# Thesium wilczekianum
Thesium wilczekianum är en sandelträdsväxtart som beskrevs av A. Lawalrée. Thesium wilczekianum ingår i släktet spindelörter, och familjen sandelträdsväxter. Inga underarter finns listade i Catalogue of Life.